# Into Thin Air
Джон Кракауэр. Into Thin Air. — Villard (Random House). — С. 332. — ISBN 0-385-49478-5.
Into Thin Air: A Personal Account of the Mt. Everest Disaster (в пер. «В разреженном воздухе: Личный отчёт о катастрофе на Эвересте») — документальная книга американского журналиста и писателя Джона Кракауэра, опубликованная в 1997 году. Автор описывает события трагедии на Эвересте 1996 года, свидетелем которых он был как корреспондент Outside.

## Содержание
В книге Кракауэр подробно рассказывает о коммерческих экспедициях на Эверест, в частности о группах Adventure Consultants Роба Холла и Mountain Madness Скотта Фишера.  Автор анализирует причины трагедии, включая ошибки руководителей, перегруженность маршрута и резкое ухудшение погоды.
Особое внимание уделено личным переживаниям участников восхождения и этическим вопросам коммерциализации альпинизма.

## Реакция
Книга получила широкий резонанс и стала бестселлером. Она получила положительные отзывы критиков за честность и эмоциональность, хотя некоторые участники событий подвергали её критике за интерпретацию фактов.
Into Thin Air была финалистом Пулитцеровской премии и получила премию Time как лучшая книга года в жанре документальной прозы.

## Экранизации
- В 1997 году канал ABC выпустил телевизионный фильм Into Thin Air: Death on Everest, основанный на книге.
- События книги также легли в основу художественного фильма Everest (2015).